# Què hi ha de dolent a ser feliç?
Què hi ha de dolent a ser feliç?  (títol original en anglès: What's So Bad About Feeling Good?) és una pel·lícula estatunidenca dirigida per George Seaton i estrenada el 1968. Ha estat doblada al català.

## Argument
Un vaixell mercant grec arriba a Manhattan portant un misteriós tucà portador del virus (rar) de la felicitat. L'ocell contamina ràpidament els novaiorquesos fins llavors irascibles. Entre els primers infectats, hi ha Pete, publicitari vingut a menys de Madison Avenue, convertit en artista bohemi a l'East Village i Liz, l'amiga hippy. Són fervents vectors de transmissió. Adopten el tucà que bategen Amigo i el protegeixen del zel dels empleats municipals a l'aguait de tot trànsit sospitós. Tement un atemptat contra l'estabilitat financera de la ciutat, l'alcalde crida a Gardner Monroe, adjunt a la presidència. Distribueixen màscares de protecció a la població. Pete i els seus alegres contaminats desbaraten el seu pla infectant les màscares. Però Amigo és finalment capturat, es prepara un antídot i el govern erradica de pressa l'eufòria del poble. Mentre els novaiorquesos tornen a barallar-se com abans, Pete es retroba amb la seva barba dels mals dies, Liz no desisteix del seu bon humor, ja que aquesta és la seva naturalesa. De fet, mai no ha estat contaminada i es passava fàcilment a la joia general. Mentre que Amigo aconseguint escapar-se de la seva gàbia, Pete s'adona que abans d'aquests esdeveniments Liz li procurava ja tota la felicitat que esperava.

## Repartiment
- George Peppard: Pete
- Mary Tyler Moore: Liz
- Dom DeLuise: J. Gardner Monroe
- John McMartin: L'alcalde
- Nathaniel Frey: Conrad
- Charles Lane: El Doctor Shapiro
- Jeanne Arnold: Gertrude
- George Furth: Murgatroyd
- Thelma Ritter: Madame Schwartz
- Lincoln Kilpatrick: Wilson (no surt als crèdits)